# ハイスクールGO太!!
ハイスクールGO太!!は、ラジオ関西が1998年10月～2005年12月まで原則日曜日深夜0時～1時に放送していた受験生向けラジオ講座番組。

## 概要
文化放送キーステーション1994年4月第1週まで放送された「大学受験ラジオ講座」と似た内容だったという。
同番組は1995年4月第1週まで放送されていた「大学受験ラジオ講座生ワイド・Jランド」（その後も1998年10月第1週まで旺文社の「KEISETU　ARSHE」のサポートによるラジオ番組をネットしていた）を受け継ぐ形で大学受験を控えた
高校3年生の必須科目（国語・数学・英語・社会・物理・生物等）を専門の先生によるわかりやすい解説講義とリスナーから寄せられる悩み事にパーソナリティーのお笑い芸人らがアドバイスを教えるという構成だった。